# Бопо фон Щайнах
Бопо фон Щайнах (на немски: Boppo von Steinach; * 1287; † 1325) е граф на Щайнах на Некар в Оденвалд в Южен Хесен. Фамилията се нарича по-късно „Ландшад фон Щайнах“.

## Произход и наследство
Той е син на Блигер VI фон Щайнах (* 1252; † 20 април 1299) и внук на Блигер V фон Щайнах (1221 – 1255). Правнук е на Блигер IV фон Щайнах (1179 – 1226) и праправнук на Конрад I фон Щайнах (1155 – 1184) и Аурелия фон Щайнах (1156 – 1207). Потомък е на Блигер I фон Щайнах (1132 – 1165), синът на Бопо фон Щайнах (1109 – 1152).
Резиденцията на фамилията е замък „Хинтербург“ при Некарщайнах. Конрад I фон Щайнах построява през 1165 г. замъка Мителбург в Некарщайнах.
Бопо е роднина е на Конрад I фон Щайнах († 1171), епископ на Вормс (1150 – 1171), и на минезингер Блигер фон Щайнах († сл. 1209), който престроява замъка „Мителбург“ в Некарщайнах.
След смъртта на Бопо фон Щайнах през 1325 г. замъкът Мителбург отива на зетовете му Конрад фон Ербах и Луцо фон Хелмщат. Фамилията изчезва по мъжка линия през 1653 г.

## Фамилия
Бопо фон Щайнах се жени за Агнес (* 1289; † сл. 1316). Те имат две дъщери:
- Ида фон Щайнах (* пр. 1316; † сл. 1365), омъжена за шенк Конрад III фон Ербах-Ербах (* пр. 1296, Щаркенбург, Оденвалд; † 5 юни 1363)
- Ирмгард фон Щайнах († сл. 1326), омъжена за Луцо фон Хелмщат († сл. 1347), син на Конрад фон Хелмщат († сл. 1335)